# Audi Type P
De Audi Type P is een kleine personenauto uit de compacte klasse die door de Duitse autobouwer Audi in mei 1931 op de markt werd gebracht. Het chassis en de carrosserie waren afkomstig van de DKW 4=8, de motor was afgeleid van de Peugeot 201.
De wagen werd aangedreven door een 1,1L vier-in-lijnmotor met zijkleppen die 30 pk ontwikkelde, goed voor een topsnelheid van 80 km/u. Het motorvermogen werd via een handgeschakelde drieversnellingsbak en een cardanas overgebracht op de achterwielen. De auto maakte gebruik van een zelfdragende multiplex carrosserie met daaronder dwarsgeplaatste bladveren.
De Type P werd uitsluitend aangeboden als tweedeurs sedan. In oktober 1931 werd de productie na slechts 327 stuks stopgezet.
Er werd lang gedacht dat geen enkele Type P het overleefd had, tot in 2003 een exemplaar gevonden werd in een schuur in Ludwigsburg. De wagen was eigendom geweest van een burgemeester van Itzing (Zwaben) en stond sinds 1955 stil.